# Station Gdynia Obłuże Leśne
Station Gdynia Obłuże Leśne is een spoorwegstation in de Poolse plaats Gdynia.